# Neuville-lès-Decize
Pour les articles homonymes, voir Neuville.
Neuville-lès-Decize est une commune française située dans le département de la Nièvre, en région Bourgogne-Franche-Comté.

## Géographie

### Climat
Pour des articles plus généraux, voir Climat de la Bourgogne-Franche-Comté et Climat de la Nièvre.
En 2010, le climat de la commune est de type climat océanique dégradé des plaines du Centre et du Nord, selon une étude du Centre national de la recherche scientifique s'appuyant sur une série de données couvrant la période 1971-2000. En 2020, Météo-France publie une typologie des climats de la France métropolitaine dans laquelle la commune est exposée à un climat océanique altéré et est dans la région climatique  Centre et contreforts nord du Massif Central, caractérisée par un air sec en été et un bon ensoleillement. 
Pour la période 1971-2000, la température annuelle moyenne est de 10,9 °C, avec une amplitude thermique annuelle de 15,9 °C. Le cumul annuel moyen de précipitations est de 823 mm, avec 11,9 jours de précipitations en janvier et 7,4 jours en juillet. Pour la période 1991-2020, la température moyenne annuelle observée sur la station météorologique de Météo-France la plus proche, « Yzeure », sur la commune d'Yzeure à 23 km à vol d'oiseau, est de 11,9 °C et le cumul annuel moyen de précipitations est de 795,7 mm. 
La température maximale relevée sur cette station est de 43,2 °C, atteinte le 25 juillet 2019 ; la température minimale est de −21 °C, atteinte le 9 janvier 1985,,. 
Les paramètres climatiques de la commune ont été estimés pour le milieu du siècle (2041-2070) selon différents scénarios d'émission de gaz à effet de serre à partir des nouvelles projections climatiques de référence DRIAS-2020. Ils sont consultables sur un site dédié publié par Météo-France en novembre 2022.

## Urbanisme

### Typologie
Au 1er janvier 2024, Neuville-lès-Decize est catégorisée commune rurale à habitat dispersé, selon la nouvelle grille communale de densité à sept niveaux définie par l'Insee en 2022.
Elle est située hors unité urbaine. Par ailleurs la commune fait partie de l'aire d'attraction de Decize, dont elle est une commune de la couronne,. Cette aire, qui regroupe 13 communes, est catégorisée dans les aires de moins de 50 000 habitants,.

### Occupation des sols
L'occupation des sols de la commune, telle qu'elle ressort de la base de données européenne d’occupation biophysique des sols Corine Land Cover (CLC), est marquée par l'importance des forêts et milieux semi-naturels (65,8 % en 2018), une proportion identique à celle de 1990 (65,8 %). La répartition détaillée en 2018 est la suivante : forêts (65,8 %), prairies (30,3 %), zones agricoles hétérogènes (4 %). L'évolution de l’occupation des sols de la commune et de ses infrastructures peut être observée sur les différentes représentations cartographiques du territoire : la carte de Cassini (XVIIIe siècle), la carte d'état-major (1820-1866) et les cartes ou photos aériennes de l'IGN pour la période actuelle (1950 à aujourd'hui).

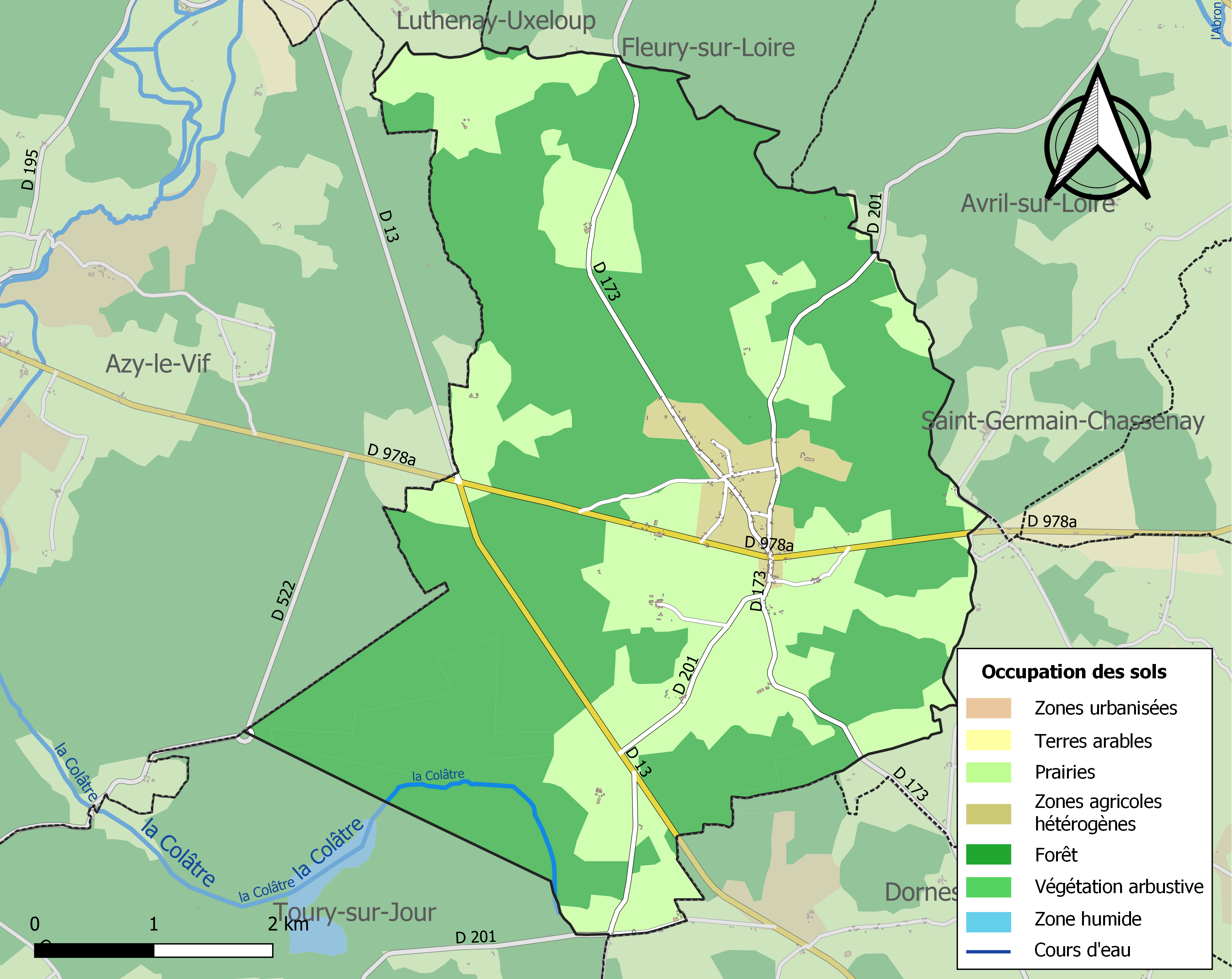
Carte des infrastructures et de l'occupation des sols de la commune en 2018 (CLC).

## Politique et administration

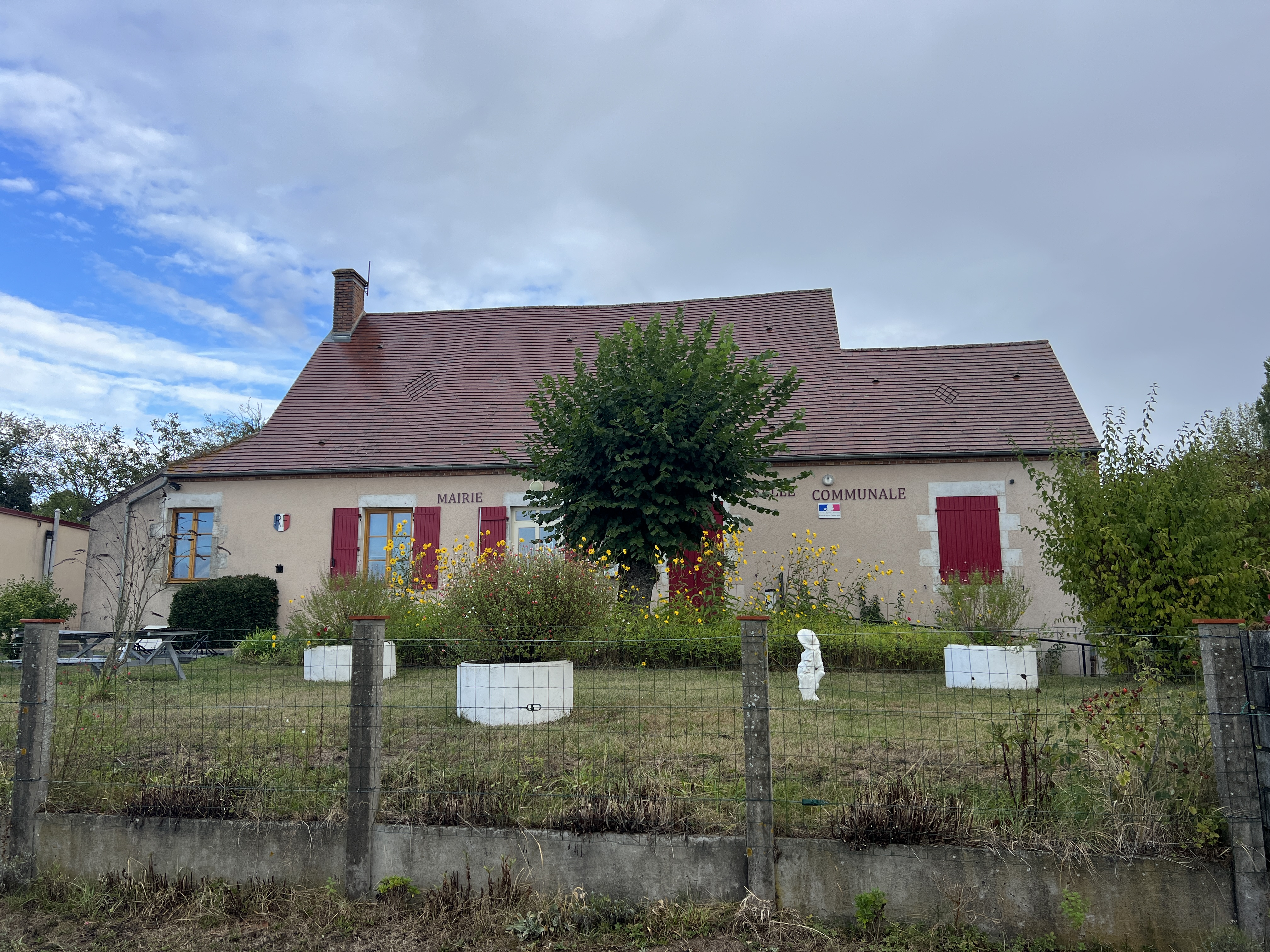
Mairie.

| Période                                  | Période | Identité                  | Étiquette | Qualité  |
| ---------------------------------------- | ------- | ------------------------- | --------- | -------- |
| 1792                                     | 1793    | Antoine Serbois           |           |          |
| 1793                                     | 1793    | Jean Delamotte            |           |          |
| 1793                                     | 1795    | Antoine Serbois           |           |          |
| 1795                                     | 1796    | Charles Claude Granjeux   |           |          |
| 1796                                     | 1796    | François Guyot            |           |          |
| 1796                                     | 1798    | Laurent Auriol            |           |          |
| 1798                                     | 1799    | François Guyot            |           |          |
| 1799                                     | 1800    | Jacques Aubois            |           |          |
| 1800                                     | 1813    | Antoine Meilheurat        |           |          |
| 1813                                     | 1818    | Claude Jeandet            |           |          |
| 1818                                     | 1847    | Claude (fils) Jeandet     |           |          |
| 1847                                     | 1849    | Nicolas Marie Jeandet     |           |          |
| 1849                                     | 1851    | Claude Alexandre Lebeukké |           |          |
| 1851                                     | 1856    | Nicolas Marie Jeandet     |           |          |
| 1856                                     | 1871    | Annet Laba                |           |          |
| 1871                                     | 1874    | Claude Digonnat           |           |          |
| 1874                                     | 1876    | Annet Laba                |           |          |
| 1876                                     | 1887    | Claude Digonnat           |           |          |
| 1887                                     | 1892    | Gilbert Château           |           |          |
| 1892                                     | 1912    | Joseph Regnault           |           |          |
| 1912                                     | 1914    | Pierre Regnault           |           |          |
| 1914                                     | 1919    | Claude Girard             |           |          |
| 1919                                     | 1928    | Maurice Regnault          |           |          |
| 1928                                     | 1929    | Gilbert Chataigner        |           |          |
| 1929                                     | 1940    | Jean Hanoteau             |           |          |
| 1940                                     | 1966    | Gilbert Girard            |           |          |
| 1966                                     | 1989    | Pierre Julien             |           |          |
| 1989                                     | 1995    | Régis Julien              |           |          |
| 1995                                     | 2014    | René Allaud               |           | Bûcheron |
| 2014                                     | 2021    | Jean-Gilles Pinier        |           |          |
| 2021                                     | présent | Daniel Morin              |           | Retraité |
| Les données manquantes sont à compléter. |         |                           |           |          |

## Démographie
L'évolution du nombre d'habitants est connue à travers les recensements de la population effectués dans la commune depuis 1793. Pour les communes de moins de 10 000 habitants, une enquête de recensement portant sur toute la population est réalisée tous les cinq ans, les populations de référence des années intermédiaires étant quant à elles estimées par interpolation ou extrapolation. Pour la commune, le premier recensement exhaustif entrant dans le cadre du nouveau dispositif a été réalisé en 2007.

En 2022, la commune comptait 211 habitants, en évolution de −11,34 % par rapport à 2016 (Nièvre : −3,28 %, France hors Mayotte : +2,11 %).
| 1793 | 1800 | 1806 | 1821 | 1831 | 1836 | 1841 | 1846 | 1851 |
| ---- | ---- | ---- | ---- | ---- | ---- | ---- | ---- | ---- |
| 432  | 399  | 404  | 492  | 485  | 491  | 511  | 570  | 507  |

| 1856 | 1861 | 1866 | 1872 | 1876 | 1881 | 1886 | 1891 | 1896 |
| ---- | ---- | ---- | ---- | ---- | ---- | ---- | ---- | ---- |
| 502  | 527  | 536  | 534  | 516  | 517  | 540  | 534  | 533  |

| 1901 | 1906 | 1911 | 1921 | 1926 | 1931 | 1936 | 1946 | 1954 |
| ---- | ---- | ---- | ---- | ---- | ---- | ---- | ---- | ---- |
| 508  | 474  | 475  | 440  | 415  | 346  | 377  | 354  | 257  |

| 1962 | 1968 | 1975 | 1982 | 1990 | 1999 | 2006 | 2007 | 2012 |
| ---- | ---- | ---- | ---- | ---- | ---- | ---- | ---- | ---- |
| 319  | 265  | 250  | 235  | 237  | 255  | 272  | 274  | 256  |

| 2017 | 2022 | - | - | - | - | - | - | - |
| ---- | ---- | - | - | - | - | - | - | - |
| 230  | 211  | - | - | - | - | - | - | - |

## Lieux et monuments
Civils
- Le château du Creuset : ancienne propriété du maréchal de Vauban, et plus tard habitation de vacances du roi Louis XVI. Le 15 février 1676 le domaine du Creuzet est adjugé au maréchal Vauban par décret du bailliage de Saint-Pierre-le-Moutier pour remboursement de la dette de 15 000 livres contractée par le comte de Crux en 1671[17].
- La ferme du Creuset : ferme biologique fabricant des fromages de vache et de brebis.

Religieux
- Église Saint-Pierre :
  -  Vierge de pitié, en pierre polychrome, manteau bleu avec un décor floral vert et jaune et revers rouge sur une chemise blanche, le linge du Christ est blanc rayé de rouge et ocre, les plaies sont en rouge. Ensemble de la fin du XVe siècle - début XVIe siècle d'une hauteur de 0,97 mètre sur une largeur de 1,17 mètre en très bon état  Classé MH (1913)[18].